# 梅克納河

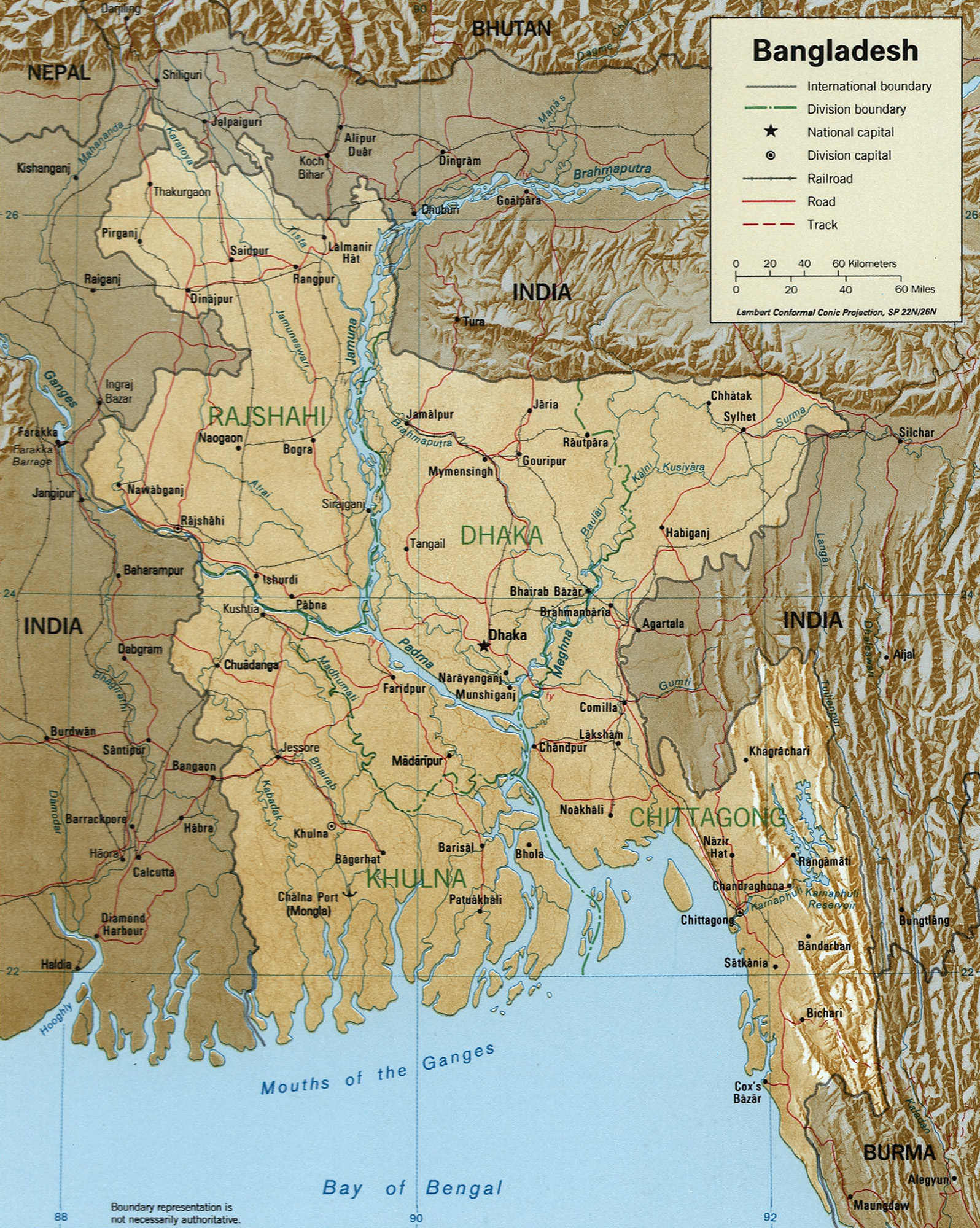
孟加拉河流地圖

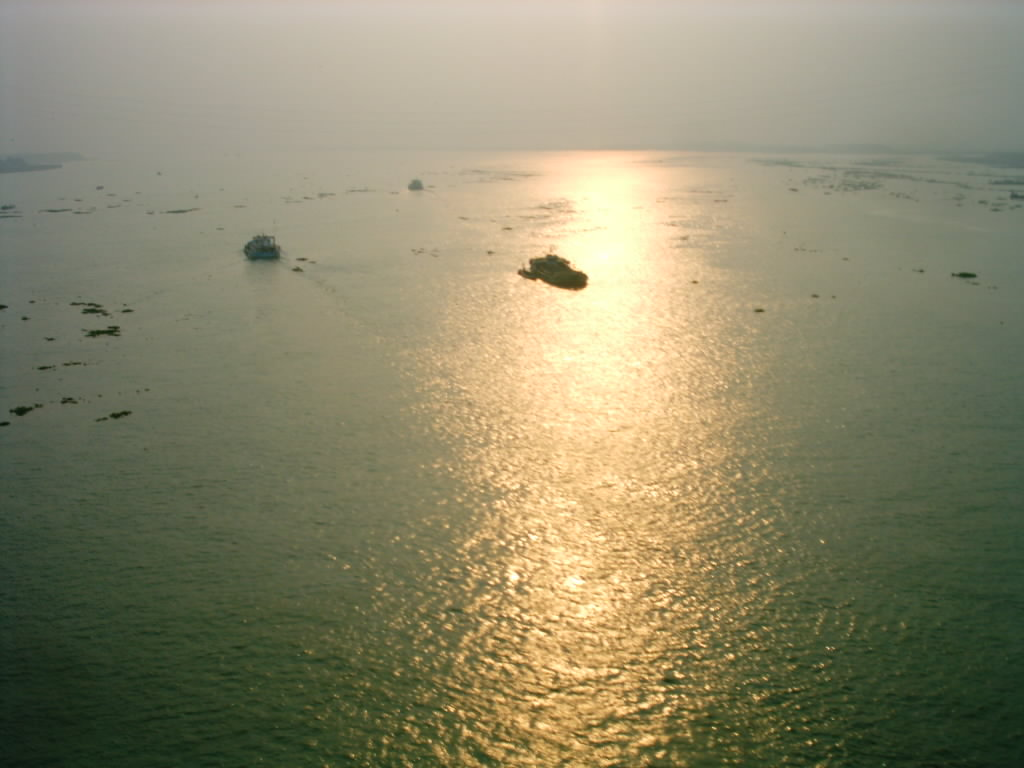
梅克納河

梅克納河是孟加拉三大河流（恒河、布拉马普特拉河、梅克納河）之一，由源自印度東部山區的兩條河流在孟加拉境內匯合而成，长度902km，平均流量 4500 m³/s，流域面积8万km²。梅克納河其後與博多河（恒河支流之一）匯合，称为贾木纳河，最終注入孟加拉灣，是恆河三角洲的一部分。
22°50′N 90°50′E / 22.833°N 90.833°E